# Ghiacciaio del Freney
Il ghiacciaio del Freney (pron. fr. AFI: [fʁənɛ]; in francese, Glacier du Freney) si trova in Valle d'Aosta nel massiccio del Monte Bianco.
Dalla struttura leggermente a circo, è compreso tra la cresta di Peuterey e la cresta dell'Innominata. 
Si estende per una superficie di 1,1 km² e scavalca dislivello di 1785 metri (punto più alto 4120 m s.l.m., punto più basso 2335 m s.l.m.).

## Incidenti
- 20 aprile 1984: si ebbe uno svuotamento di una sacca d'acqua con danneggiamento di strade e ponti.
- 1º novembre 1970: una valanga riempì i canali del fronte sotto la lingua e il cono di detriti sottostante, fino a raggiungere la lingua del ghiacciaio del Miage.
- 25 giugno 1959: un gigantesco crepaccio si formò circa 200 metri sopra la fine del ghiacciaio, sulla lingua; un'enorme massa di ghiaccio scese per 20 metri. Una parte di questa valanga però si staccò e cadde, raggiungendo il sentiero tra i rifugi del Freney e la morena del ghiacciaio del Miage. La valanga coprì una superficie lunga circa 730 metri e larga 1300. Alcuni blocchi raggiungevano i 5 metri di spessore.
- 8 agosto 1933: nella mattinata caddero parecchi seracchi dal naso del ghiacciaio. Una parte della valanga si fermò sul pendio tra il secondo e il primo pianoro, mentre il resto coprì per un terzo il cono di detriti su cui passa il sentiero per il rifugio Monzino.

## Collegamenti esterni

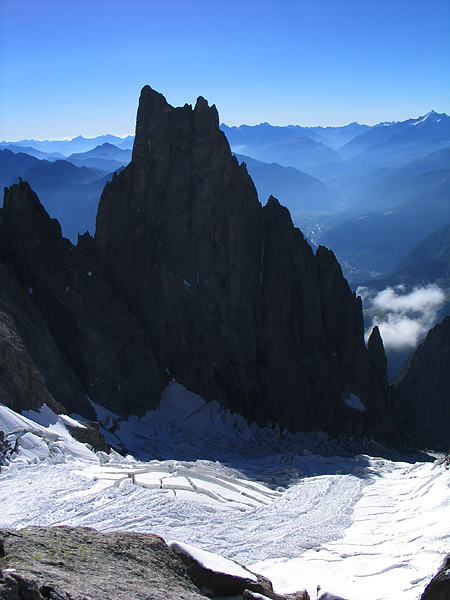
Il ghiacciaio del Freney visto dal col d'Eccles, sullo sfondo l'Aiguille Noire de Peuterey.